# 다르푸르 분쟁

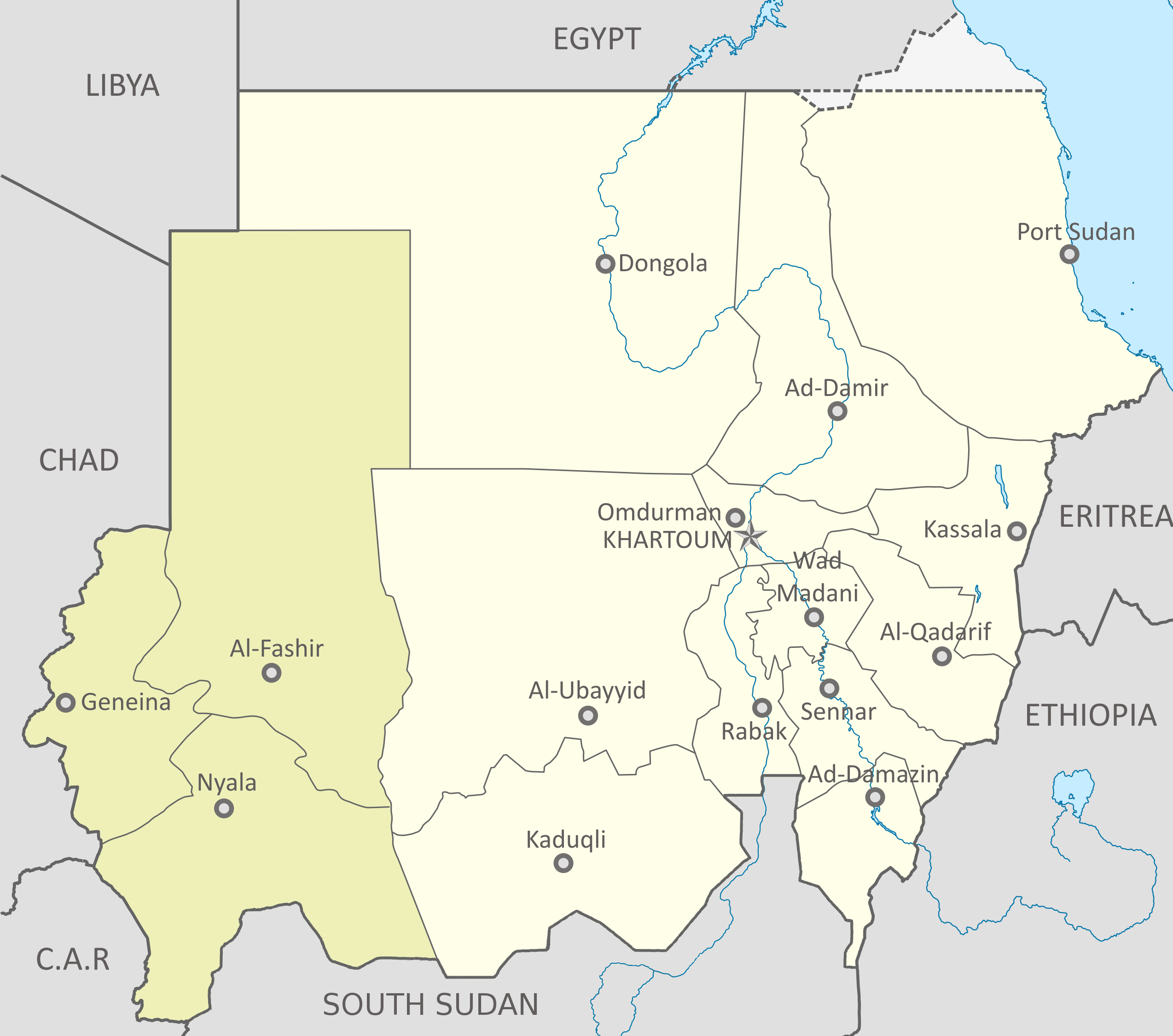
다르푸르의 위치

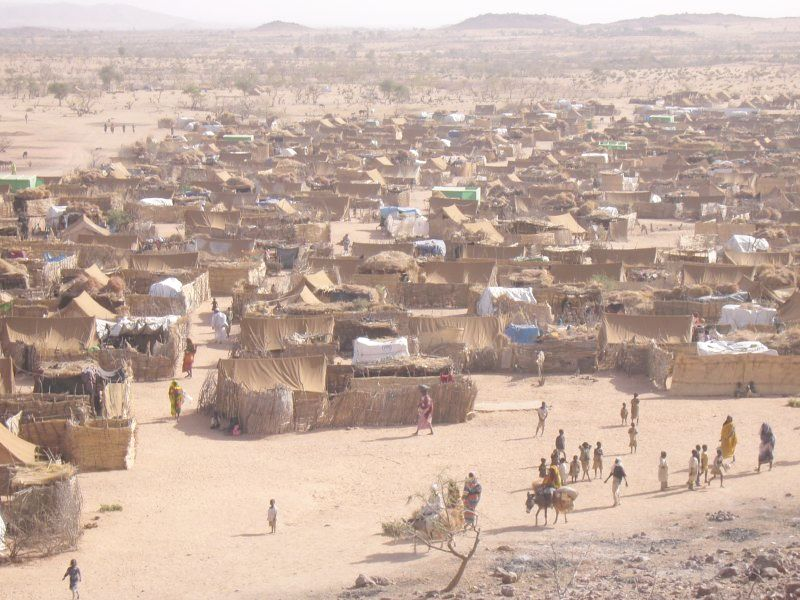
차드에 있는 난민 수용소

다르푸르 분쟁은 2003년 2월부터 2010년까지 수단의 다르푸르 지역에서 발생한 인종과 종족 간에 종교 문제 및 경제 문제가 얽혀 발생한 분쟁으로 지난 2004년에는 CNN과 AP통신 등 주요 외국 언론들이 '2004년 10대 뉴스’로 선정하기도 했다. 2006년 5월에는 양쪽 당사자들 사이에서 평화협정을 진행하였다.
다르푸르 분쟁은 수단의 서부 지역인 다르푸르에서 벌어진 사건이었다. 이 분쟁은 아프리카 흑인계 반군과 잔자위드, "말등에 탄 악마" devil on horseback를 의미)라 불리는 북부 아랍계 이슬람 민병대간의 무력 분쟁이다. 이 전쟁의 한쪽에는 잔자위드와 이를 잠재적으로 지원하는 수단 정부가 있다. 잔자위드는 대부분 낙타로 이동하는 유목민인 리지가트의 아랍 바가라족으로 구성되어 있다. 다른 한쪽은 다르푸르 지역의 아프리카계로 경작을 주로 하는 푸르(Fur), 자가와, 마살라이트 종족이 구성한 반군이다. 수단해방군(Sudan Liberation Army: SLA)과 정의평등운동(Justice and Equality Movement: JEM)이 주요 세력이다. 수단 정부는 (공식적으로 잔자위드를 지원한다는 것을 부정하지만) 잔자위드에 자금을 제공하고 도움을 주며 반군이 자원을 조달하는 종족을 공격할 때 합동작전을 한다. 2003년 2월부터 내전이 시작되었다. 북쪽 무슬림과 남쪽 기독교도, 애니미즘을 믿는 사람들이 싸웠던 제2차 수단 내전과는 달리 다르푸르의 전투 당사자와 희생자는 거의 무슬림이다.
가뭄, 사막화, 인구폭발이란 3박자의 수십 년 세월이 다르푸르 분쟁의 원인 중 하나이다. 왜냐하면 바가라족 유목민은 물을 찾아 그들의 가축을 더 남쪽으로 이동시켰고 이곳은 주로 비아랍계 농경사회이기 때문이다. 수단 정부와 잔자위드의 비 바가라족 주민에 대한 공격은 큰 인도주의적 위기를 낳았다. 사상자는 수십만명 이상으로 추정된다. 유엔은 폭력과 질병으로 450,000명이 죽었다고 추정한다. 많은 비정부단체(NGO)들은 200,000~400,000명이란 숫자를 사용한다. 이는 국제정의연맹(Coalition for International Justice)에서 나온 숫자로 유엔 등이 인용해 왔다. 수단 정부는 9,000명이 죽었다고 주장하고 있다. 강제퇴거 된 사람은 2006년 10월까지 250만명으로 추정된다.

## 분쟁의 원인
2003년 2월 다르푸르 지역에 대한 수단 정부의 '아랍화 정책'으로 인한 차별을 견디다 못한 다르푸르 지역의 비 아랍 아프리카계 민족들은 수단해방군(Sudan Liberation Army: SLA)과 정의평등운동(Justice and Equality Movement: JEM) 등 무장투쟁단체를 만들어 2003년 2월부터 전투에 들어갔다.
수단이 1956년 영국 에게 독립을 되찾은 후부터, 정부는 거의 아랍인들로 구성되어 있고, 잔자위드에게 현대식 무기를 제공해주고 있는 걸로 알려져 있다. 이 분쟁 전에도 아프리카계 흑인이 살고 있는 남부지역과 아랍 무슬림이 있는 북부의 관계는 순탄하지 않았다. 1983년에 수단 정부는 이슬람법 샤리아를 수단의 법으로 만들었다. 이 법은 종교에 상관없이 모든 수단인들에게 적용되었고 이는 제2차 수단 내전의 직접적인 원인이 됐다. 서부의 다르푸르인들은 남부의 흑인 아프리카인과 다르게 거의 무슬림이고 기독교인은 드물며, 수단의 정부에게 반란을 일으킨 적은 없다. 아랍 이슬람계 민병대는 흑인들을 대상으로 인종 청소를 가하고 있는 것으로 알려졌다. 다르푸르인들은 정부가 고의적으로 다르푸르를 등한시하고, 차별해왔다고 주장한다.

## 피해

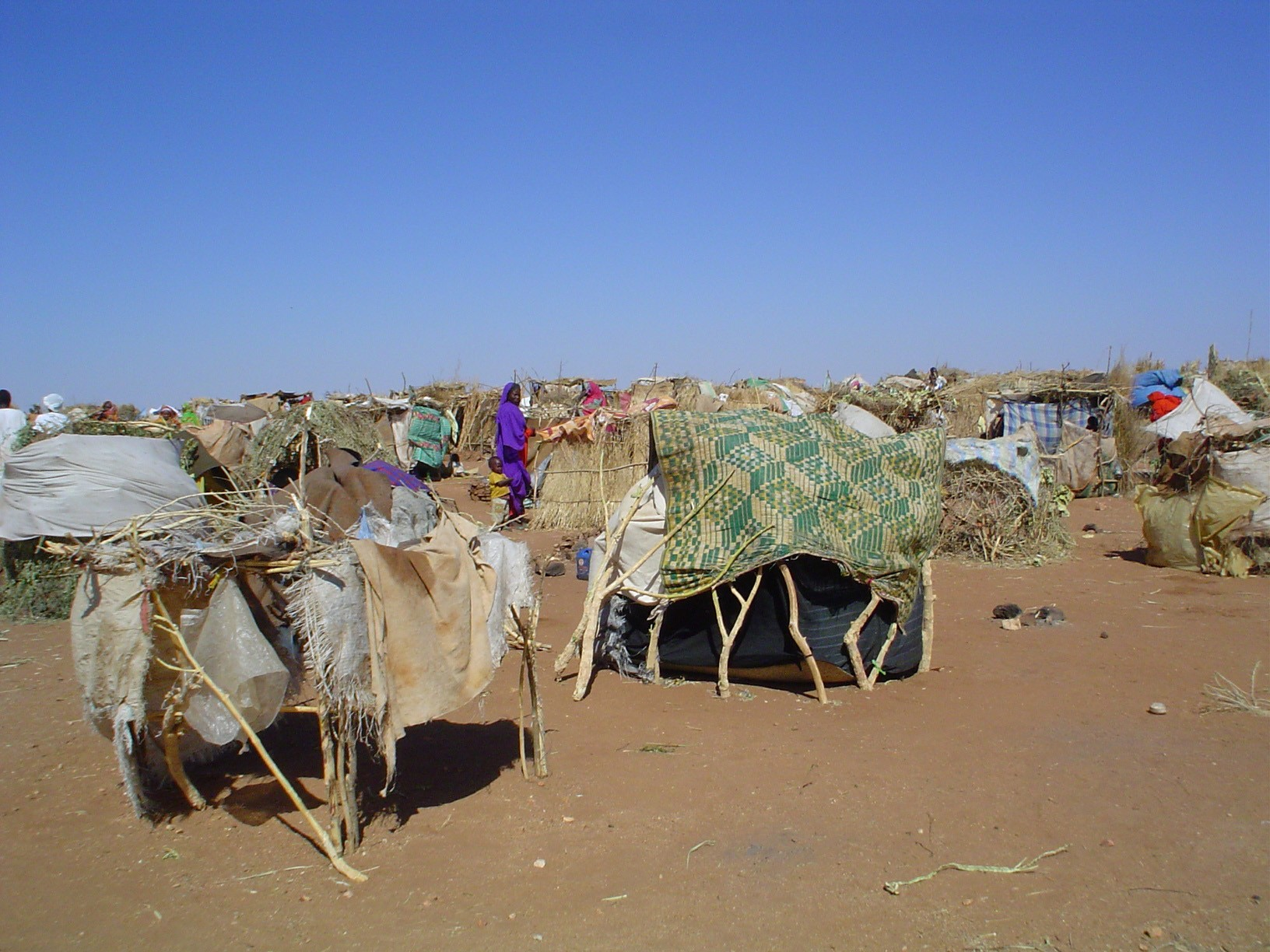
다르푸르의 난민들

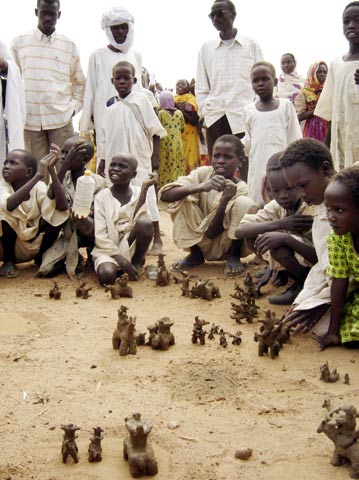
아이들이 찰흙으로 잔자위드의 만행을 재현하고 있다.

유엔 은 2003년에서 2006년까지 최소 40만여 명이 숨지고 250여만 명이 난민생활을 하고 있는 것으로 추정하였다. 난민들의 대다수는 차드 국경과 인접한 지역의 캠프로 피난을 했고 중앙아프리카 공화국으로 피난을 한 사람들도 있다. 수단의 정부는 9000명만이 숨졌다고 주장하지만 사실이 아닌 것으로 추정된다.

## 평화 협정
2006년 5월 아프리카연합(AU)이 평화유지군을 파견하는 등의 노력을 통해 수단 정부와 최대 반군조직인 수단해방운동(SLM)의 미니 미나위단은 나이지리아 수도 아부자에서 평화협정에 서명하였다. 그들은 잔자위드 민병대와 반군을 해산하고 반군이 참여하는 일시 정부를 조직하기로 했으나 수단해방운동(SLM)의 또 다른 계파인 압델 와히드 누르 그룹과 수단해방운동(SLM)의 경쟁 단체인 정의평등운동(JEM)은 일부 조건이 받아들여지지 않았다며 평화협정을 거부했다. 또, 잔자위드 민병대는 이 지역에 더 큰 공격을 개시해 4개월 동안 8만 명의 난민이 추가로 발생하는 등 불안한 정국이 계속되었다.

## 같이 보기
- 바누 힐랄
- 제1차 수단 내전
- 수단의 역사
- 진행 중인 군사 분쟁 목록
- 제2차 수단 내전